# Сорочан, Евгения Григорьевна
Евгения Григорьевна Сорочан — советский хозяйственный, государственный и политический деятель, Герой Социалистического Труда.

## Биография
Родился в 1922 году в селе Багринешты. Член КПСС с 1949 года.
С 1949 года — на хозяйственной, общественной и политической работе. В 1936—1980 гг. — рабочая, бригадир, мастер цеха на табачной фабрике, председатель сельского Совета, на административной работе, председатель колхоза «28 июня» и «Вяца ноуэ» Флорештского района Молдавской ССР, директор племсовхоза «Берёзовский» Новоанненского района, председатель «Молдплемживобъединения».
Указом Президиума Верховного Совета СССР от 7 марта 1960 года присвоено звание Героя Социалистического Труда с вручением ордена Ленина и золотой медали «Серп и Молот».
Избиралась депутатом Верховного Совета СССР 5-го и 6-го созывов, Верховного Совета Молдавской ССР 8-го созыва. Делегат XIX и XX съезда КПСС.
Умерла после 1982 года.